# 吉姆·里施
詹姆斯·埃爾羅伊·「吉姆」·里施（英語：James Elroy "Jim" Risch；1943年5月3日—）是一位美國律師和政治家，自2009年起擔任美國愛達荷州聯邦參議員。他是共和黨成員，曾在德克·肯普索恩州長和巴奇·奥特州長任內擔任愛達荷州副州長。他還曾於2006年5月至2007年1月擔任愛達荷州第31任州長。
里施在密爾沃基長大，1960年代初搬到愛達荷州。從愛達荷大學畢業後，他於1965年獲得林學學士學位，並於1968年獲得法學博士學位。之後，他在博伊西州立大學教授刑法，並於1970年當選為阿達縣檢察官。1974年，他當選為愛達荷州參議員，並在1974年至1988年間代表第21立法選區。1995年，州長菲尔·巴特任命里施為州參議院第18立法選區的代表；他一直擔任此職至2002年。
里施於2002年競選愛達荷州副州長，但在初選中擊敗時任副州長杰克·里格斯。2003年至2006年，他在州長德克·肯普索恩的領導下工作。肯普索恩於2006年5月為就任美國內政部長而辭去州長一職後，里施宣誓就任州長。在2006年的州長選舉中，他選擇不競選整個州長任期，而是競選副州長連任。贏得提名後，他於2007年至2009年在州長巴奇·奥特任期内服務。
里施在2008年的選舉中競選由時任美國聯邦參議員拉里·克莱格因退休而空出的席位。他擊敗民主黨提名人拉里·拉罗克 贏得選舉。并在在2014年和2020年成功連任。

## 外部連結
- 吉姆·里施 （页面存档备份，存于）參議院官方網站
- 吉姆·里施參議員競選網站 （页面存档备份，存于）
- 中的“吉姆·里施”
- National Business Aviation Association: Election 2014, Sen. Jim Risch

國會
- Background and collected news at The Washington Post
- 美國國會國家人物傳記大辭典中的傳記
- 由華盛頓郵報維護的投票記錄
- 智慧投票计划中的傳記、投票紀錄及利益集團評級
- Congressional profile at GovTrack
- Congressional profile at OpenCongress
- Issue positions and quotes at On the Issues
- Financial information at OpenSecrets.org
- Staff salaries, trips and personal finance at LegiStorm.com
- 聯邦選舉委員會中的競選財務報告和數據
- Appearances on C-SPAN programs
- 網路電影資料庫上的亮相頁面
- Works by or about 吉姆·里施 in libraries (WorldCat catalog)
- Profile at Ballotpedia
- C-SPAN內的頁面（英文）

州長
- Campaign contributions at the National Institute for Money in State Politics
- Risch revels in upcoming term as king[] The Idaho Statesman March 18, 2006
- Risch becomes Idaho's 31st governor[] The Idaho Statesman May 26, 2006

| 官衔                     | 官衔                                                              | 官衔                     |
| ------------------------ | ----------------------------------------------------------------- | ------------------------ |
| 前任者： 傑克·里格斯     | 愛達荷州副州長 2003年－2006年 2007年－2009年                      | 繼任者： 馬克·里克斯     |
| 前任者： 馬克·里克斯     | 愛達荷州副州長 2003年－2006年 2007年－2009年                      | 繼任者： 布萊德·雷托     |
| 前任者： 德克·肯普索恩   | 爱达荷州州长 2006年－2007年                                       | 繼任者： 布茨·歐特       |
| 政党职务                 |                                                                   |                          |
| 前任者： 拉里·克雷格     | 美國參議員愛達荷州共和黨被提名人 （第2類） 2008年、2014年、2020年 | 最新的                   |
| 美国参议院               |                                                                   |                          |
| 前任者： 拉里·克雷格     | 愛達荷州第2類參議員 2009年－ 與麥克·柯瑞柏同時在任                | 現任                     |
| 前任者： 奧林匹亞·史諾   | 参议院小型商业与企业委员会高阶委员 2013–2015                      | 繼任者： 珍妮·沙欣       |
| 前任者： 大衛·維特       | 参议院小型商业与企业委员会主席 2017–2019                          | 繼任者： 馬可·魯比歐     |
| 前任者： 鮑伯·寇爾克     | 参议院外交委员会主席 2019–2021                                    | 繼任者： 羅伯特·曼南德茲 |
| 前任者： 羅伯特·曼南德茲 | 参议院外交委员会高阶委员 2021—至今                                | 現任                     |
| 美國排位名單             |                                                                   |                          |
| 前任者： 马克·沃纳       | 美國參議員資歷 第29位                                             | 繼任者： 傑夫·默克利     |